# Kolding Challenger 2009
Il Kolding Challenger 2009, noto come Kobstaedernes ATP Challenger per motivi di sponsorizzazione, è stato un torneo professionistico di tennis maschile giocato sul cemento indoor, che faceva parte dell'ATP Challenger Tour 2009. Si è giocato a Kolding in Danimarca dal 12 al 18 ottobre 2009.

## Partecipanti

### Teste di serie
| Nazionalità | Giocatore             | Ranking* | Testa di serie |
| ----------- | --------------------- | -------- | -------------- |
| Finlandia   | Jarkko Nieminen       | 72       | 1              |
| Belgio      | Olivier Rochus        | 84       | 2              |
| Belgio      | Steve Darcis          | 94       | 3              |
| Paesi Bassi | Thiemo de Bakker      | 116      | 4              |
| Austria     | Stefan Koubek         | 122      | 5              |
| Croazia     | Ivan Dodig            | 171      | 6              |
| Austria     | Andreas Haider-Maurer | 173      | 7              |
| Belgio      | Ruben Bemelmans       | 178      | 8              |

- Ranking al 5 ottobre 2009.

### Altri partecipanti
Giocatori che hanno ricevuto una wild card:
- Thomas Kromann
- Frederik Nielsen
- Martin Pedersen
- Søren Wedege

Giocatori passati dalle qualificazioni:
- Michael Kohlmann
- Lars Pörschke
- Filip Prpic
- Dmitrij Sitak

## Campioni

### Singolare
Alex Bogdanović ha battuto in finale  Ivan Dodig con il punteggio di 3–6, 7–6(7), squalifica 

### Doppio
Martin Fischer /  Philipp Oswald hanno battuto in finale  Jonathan Marray /  Aisam-ul-Haq Qureshi con il punteggio di 7–5, 6–3